# Episema affinis
Episema affinis là một loài bướm đêm trong họ Noctuidae.